# Virus: The Game
Virus: The Game est un jeu vidéo d'action/stratégie édité par Sir-Tech. Le jeu met le joueur dans la peau d'un anti-virus naviguant au sein d'un disque dur. La jaquette ainsi que la publicité faite autour du jeu rappelaient au joueur qu'il n'avait rien à craindre pour ses fichiers. Le « virus » étant un jeu vidéo et non un programme malicieux.

## Système de jeu
Le but est de détruire les virus qui cherchent à infecter les fichiers du joueur. En effet, les fichiers sont véritablement ceux du joueur. Le style du jeu combine à la fois FPS, le joueur doit tirer sur les virus qu'il aperçoit au fil des niveaux et stratégie. Plus le joueur accède à des niveaux et plus l'arborescence des répertoires s'agrandit. Une fenêtre est ainsi réservée à la chasse et destruction des virus et une autre, sur la droite, montre au joueur les fichiers qu'il « visite ».
Le joueur interagit directement avec ses propres fichiers Bitmaps, texte et wav. Ces derniers apparaissent alors dans le jeu sous forme d'image ou de son.

## Développement et commercialisation

### Campagne publicitaire
Le jeu a bénéficié d'une campagne virale assez unique en son genre puisque l'utilisateur était invité à cliquer sur un fichier .exe lui faisant croire que la quasi-totalité de ses fichiers étaient supprimés par un virus. Puis l'écran devenait noir et du texte indiquait alors à l'utilisateur qu'il s'agissait d'une blague. L'utilisateur était ensuite invité à se procurer le jeu vidéo pour, cette fois, combattre de « vrais » virus.